# Debra Hill
Debra Hill (Haddonfield, New Jersey, 10 november 1950 - Los Angeles, 7 maart 2005) was een Amerikaans scenarioschrijver en filmproducent.

## Biografie

### Eerste jaren
Ze werd geboren in Haddonfield, New Jersey en groeide op in Philadelphia, Pennsylvania. Ze begon haar filmcarrière in 1974, maar ergerde zich aan het feit dat men neerbuigend naar haar keek vanwege haar geslacht. Ze startte als assistent-regisseur bij avonturendocumentaires, maar vorderde en werd script supervisor, assistent regisseur en second unit regisseur. Ze werkte eerst met John Carpenter in 1975 als script supervisor en assistent regisseur voor de film Assault on Precinct 13. Deze klus leidde niet alleen tot meerdere professionele producties van het duo Hill en Carpenter, maar was tevens het begin van hun persoonlijke relatie.

### Carrière
In 1978 schreef ze samen met regisseur Carpenter de horrorfilm Halloween. Vanwege het succes van deze film, werkten ze samen aan de twee vervolgen, Halloween II (1981) en Halloween III: Season of the Witch (1982). Ze stopten hier echter mee, toen bleek dat de laatste film geen succes was. Andere producties waar ze samen aan werkten zijn The Fog (1980), Escape from New York (1981) en het vervolg hiervan, Escape from L.A. (1996).
In 1986 vormde ze samen met haar vriendin Lynda Obst een onafhankelijke productiemaatschappij. Met haar produceerde ze Adventures in Babysitting, Heartbreak Hotel en The Fisher King. In 1988 sloot ze een contract af met Walt Disney Pictures, waarvoor ze Gross Anatomy, enkele korte films voor het Walt Disney Themapark en een NBC-special voor de 35ste verjaardag van Disneyland produceerde. Ook was ze producent van The Dead Zone (1983), Head Office (1985) en Clue (1985).

### Kanker en overlijden
Hoewel bij haar in februari 2004 kanker werd geconstateerd, bleef ze doorwerken aan verschillende projecten. Voor haar overlijden werkte ze aan World Trade Center van Oliver Stone. Na haar dood vertelde John Carpenter aan de Associated Press dat het werken met Hill "een van de mooiste ervaringen" in zijn leven is geweest. "Ze had niet alleen een passie voor het maken van films voor vrouwen, ze maakte films voor iedereen."